# Corypholophus minutus
Corypholophus minutus är en mångfotingart som beskrevs av Carl Graf Attems 1938. Corypholophus minutus ingår i släktet Corypholophus och familjen Opisotretidae. Inga underarter finns listade i Catalogue of Life.